# Vật tại Đại hội Thể thao Đông Nam Á 2025
Vật là một trong những môn thể thao được tranh tài tại Đại hội Thể thao Đông Nam Á 2025 ở Thái Lan. Bộ môn Vật tại kỳ SEA Games 33 lần này diễn ra trọn vẹn trong 3 ngày thi đấu từ ngày 17 đến ngày 19 tháng 12.

## Nội dung thi đấu
Môn đấu vật tại Sea Games 33 sẽ bao gồm 12 sự kiện bao gồm 8 nội dung dành cho nam và 4 nội dung dành cho nữ
- Nam:

Vật Hy Lạp-La Mã: 67 kg, 77 kg, 87 kg, 97 kg
Vật tự do: 57 kg, 65 kg, 74 kg, 86 kg
- Nữ: 50 kg, 53 kg, 57 kg 62 kg

## Chương trình thi đấu
| Ngày  | Giờ           | Nội dung                                                                                    |                                                                               |
| ----- | ------------- | ------------------------------------------------------------------------------------------- | ----------------------------------------------------------------------------- |
| 17/12 | 10.00 – 12.00 | Vòng sơ loại và Repechage Vật Hy Lạp-La Mã 67 kg, 77 kg, 87 kg, 97 kg                       |                                                                               |
| 17/12 | 14.30 - 15.00 | Lễ khai mạc                                                                                 |                                                                               |
| 17/12 | 15.00 - 18.00 | Vòng chung kết tất cả các hạng cân Vật Hy Lạp-La Mã 67 kg, 77 kg, 87 kg, 97 kg Lễ trao giải |                                                                               |
| 18/12 | 10.00 – 12.00 | Vòng sơ loại và Repechage Vật tự do nữ 50 kg, 53 kg, 57 kg 62 kg                            |                                                                               |
| 18/12 | 15.00 - 18.00 | Vòng chung kết tất cả các hạng cân                                                          | Vòng sơ loại và Repechage Vật tự do nữ 50 kg, 53 kg, 57 kg 62 kg Lễ trao giải |
| 19/12 | 10.00 – 12.00 | Vòng sơ loại và Repechage Vật tự do nam 57 kg, 65 kg, 74 kg, 86 kg                          |                                                                               |
| 19/12 | 15.00 - 18.00 | Vòng chung kết tất cả các hạng cân Vật tự do nam 57 kg, 65 kg, 74 kg, 86 kg Lễ trao giải    |                                                                               |

## Bảng tổng sắp Huy chương
| Hạng               | Đoàn               | Vàng | Bạc | Đồng | Tổng số |
| ------------------ | ------------------ | ---- | --- | ---- | ------- |
| Tổng số (0 đơn vị) | Tổng số (0 đơn vị) | 0    | 0   | 0    | 0       |

## Các Huy chương

### Cổ điển nam
| Hạng cân | Vàng | Bạc | Đồng |
| -------- | ---- | --- | ---- |
| 67 kg    |      |     |      |
| 77 kg    |      |     |      |
| 87 kg    |      |     |      |
| 97 kg    |      |     |      |

### Tự do nam
| Hạng cân | Vàng | Bạc | Đồng |
| -------- | ---- | --- | ---- |
| 57 kg    |      |     |      |
| 65 kg    |      |     |      |
| 74 kg    |      |     |      |
| 86 kg    |      |     |      |

### Tự do nữ
| Hạng cân | Vàng | Bạc | Đồng |
| -------- | ---- | --- | ---- |
| 50 kg    |      |     |      |
| 53 kg    |      |     |      |
| 57 kg    |      |     |      |
| 62 kg    |      |     |      |